# Les Mureaux
Les Mureaux är en kommun i departementet Yvelines i regionen Île-de-France i norra Frankrike. Kommunen ligger i kantonen Meulan-en-Yvelines som tillhör arrondissementet Mantes-la-Jolie. Kommunen är en av de nordvästliga förorterna till Paris och ligger 36 km från Paris centrum. År 2022 hade Les Mureaux 34 151 invånare.

## Befolkningsutveckling
Antalet invånare i kommunen Les Mureaux
| Referens: INSEE |